# مارک کرافچیک
مارک کرافچیک (به انگلیسی: Marek Krawczyk) (زادهٔ ۲۳ مارس ۱۹۷۶) شناگر اهل لهستان است.